# 中国第二历史档案馆
中国第二历史档案馆是中华人民共和国国家档案局所属的国家级档案馆，位于江蘇省南京市中山东路309号，集中收藏1912年至1949年間中華民國大陸時期历届中央政权机关及其直属机构档案。
1949年4月，中国人民解放军南京市军事管制委员会接管了原中国国民党党史史料编纂委员会和原国史馆的所有档案史料。这批档案经政务院文化教育委员会决定，交中国科学院近代史研究所设立南京史料整理处。1951年2月1日，南京史料整理处正式成立，设在原中国国民党党史史料编纂委员会旧址。该处先后从广州市、重庆市等地收集、接收了国民政府的大量档案，并接管了保存在北京市的北洋政府档案。1964年4月，南京史料整理处改隶于国家档案局，更名为中国第二历史档案馆。至2003年，中国第二历史档案馆馆藏档案932余个全宗，共计180多万卷。

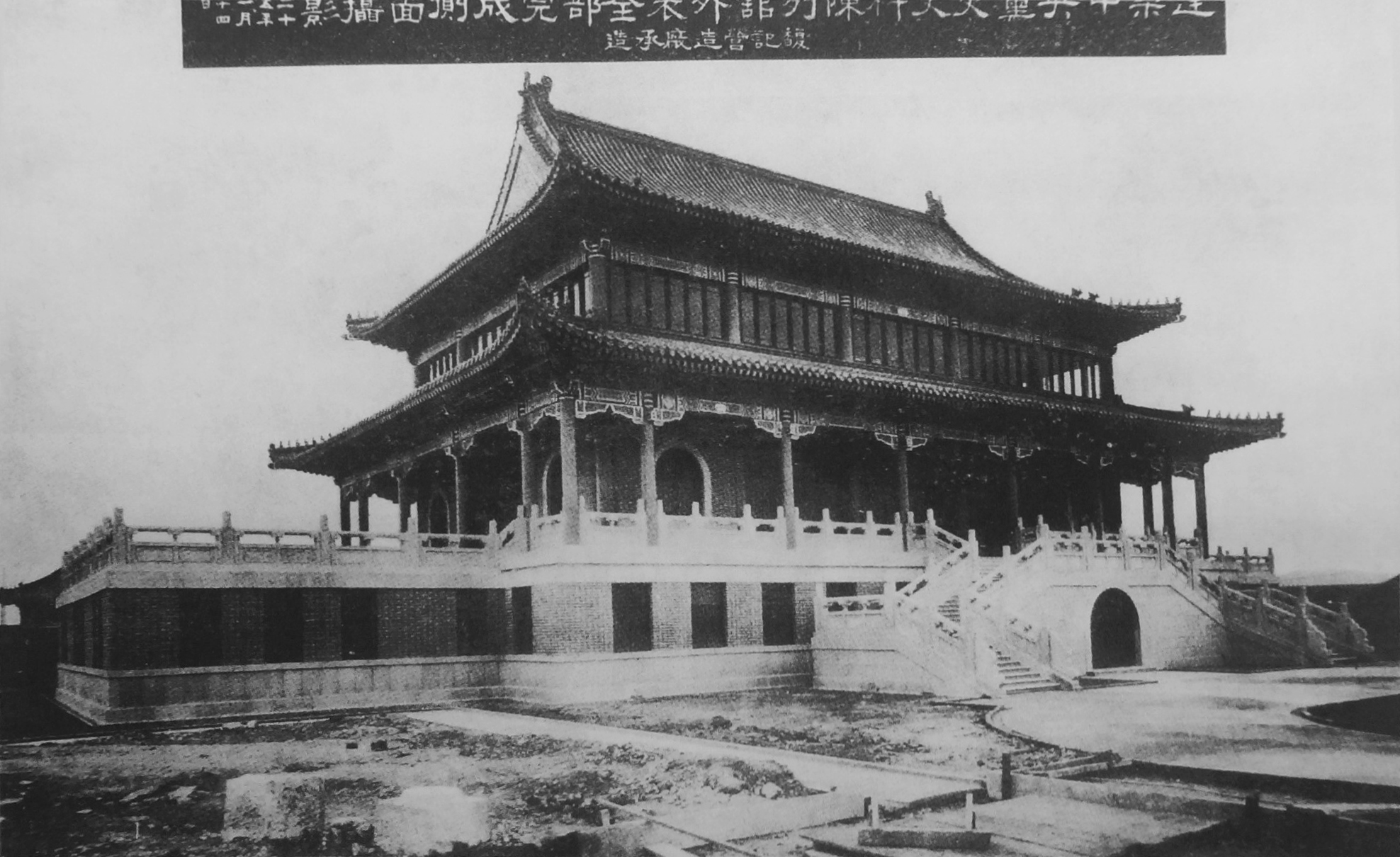
原國民黨中央黨史史料陳列館，現為中國第二歷史檔案館館舍

1985年5月，中国第二历史档案馆主办之季刊《民国档案》创刊，是中华人民共和国唯一专门刊载民国历史档案和民国史研究论文的国家级史学期刊。

## 馆藏檔案
至2003年，中国第二历史档案馆馆藏档案共有932余个全宗（计180多万卷）、民国图书资料5余万册。馆藏档案主要包括五部分：
1. 中华民国南京临时政府、广州和武汉国民政府档案：
  - 南京临时政府时期（1912年）的文书档案100多卷；
  - 护法军政府、广州国民政府、武汉国民政府档案；
2. 中华民国北京政府档案（1912年至1928年）：55个全宗、13万卷；
3. 中华民国南京国民政府档案（1927年至1949年）：600余个全宗，140万余卷；
4. 日伪政权档案：包括日本从1931年侵占中国东北开始扶植的若干伪政权统治时期的档案，以汪精卫政权档案为主。91个全宗、10余万卷；
5. 名人档案：蔣中正、冯玉祥、蔡元培、张静江、丁文江、顾维钧等个人档案。47个全宗、6,000余卷。

## 參與組織
- 国际档案理事会
- 国际档案理事会东亚分会
- 联合国教科文组织

## 外部連結
- 中国第二历史档案馆（页面存档备份，存于）